# Xorides carinifrons
Xorides carinifrons là một loài tò vò trong họ Ichneumonidae.